# Johannes F. Sievert

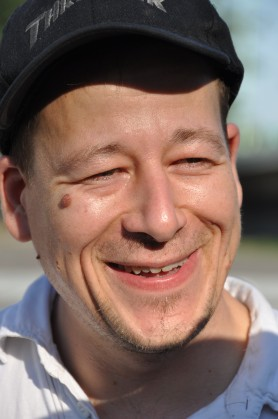
Johannes F. Sievert (2016)

Johannes F. Sievert (* 28. September 1968 in Bielefeld) ist ein deutscher Filmregisseur, Filmproduzent und Drehbuchautor.

## Ausbildung
Nach dem Abitur am Ratsgymnasium Bielefeld studierte Johannes F. Sievert an den Universitäten in Bochum, Köln, Bielefeld und Berlin Film- und Fernsehwissenschaften. Daneben war er Geschäftsführer des elterlichen Schuheinzelhandels und drehte im Rahmen der Weiterbildung an der Kaskeline-Filmakademie seinen ersten Kurzfilm Nocturne. Danach arbeitete er in verschiedenen Positionen für diverse Fernseh- und Kinoproduktionen, unter anderem bei Peter Bogdanovich, Robert Schwentke, Bob Rafelson und Max Färberböck. Von 2002 bis 2005 studierte er an der internationalen Filmschule Köln (ifs) bei Dominik Graf Filmregie.

## Werk
Im Jahr 2000 veröffentlichte Sievert seine Magisterarbeit als Buch Theoretische und filmanalytische Aspekte in Ridley Scotts Blade Runner.
2005 drehte er an der ifs seinen Abschluss-Kurzfilm KomA, der von dem Amoklauf eines Jugendlichen handelt und auf vielen renommierten Filmfestivals im In- und Ausland lief, wie dem Max Ophüls Film Festival und dem 11. International Student Film Festival Tel Aviv.
2008/2009 drehte er den Dokumentarfilm Junge Hunde, der zehn zu mehreren Jahren Gefängnis verurteilte jugendliche Inhaftierte der JVA Siegburg beim Einstudieren eines Theaterstücks begleitet. 2009 drehte er das Making-Of Gangsta Fiction für die Mini-Serie Im Angesicht des Verbrechens.
2010 war er Regisseur der Episode Sinan G. des Episodenfilms Zeche is nich – Sieben Blicke auf das Ruhrgebiet 2010. 2011 gründete er die Augustin Film KG und produzierte u. a. das Making-Of für den Kinofilm Die geliebten Schwestern von Dominik Graf.
2015 drehte er mit Rewind – Die zweite Chance seinen Debütspielfilm, zu dem er auch das Drehbuch schrieb und der bei den internationalen Hofer Filmtagen 2017 seine Premiere erlebte. Daran anschließend lief der Film auf den Festival in Biberach, Lünen, Mainz und Wiesbaden und kam Anfang Mai 2018 in die Kinos.
2015 begannen auch die Dreharbeiten zu dem gemeinsam mit Dominik Graf inszenierten und von der Augustin Film KG produzierten Dokumentarfilm Verfluchte Liebe deutscher Film, der auf der Berlinale 2016 seine Uraufführung erlebte. Der Film war danach in Helsinki, Shanghai, beim Festival del Film Locarno und auf vielen weiteren Festivals zu sehen und wurde vom Bundesverband Regie für die beste Regie im Dokumentarfilm 2016 nominiert. Im selben Jahr wurde die ebenfalls gemeinsam mit Graf gedrehte Fortsetzung Offene Wunde deutscher Film begonnen, die auf der Berlinale 2017 zur Uraufführung kam und anschließend auf Festivaltour ging.
Seit 2021 ist er auch als Professor für Film und Fernsehen an der macromedia Hochschule Köln tätig.
2022/23 drehte Sievert die erste Staffel der Doku-Serie Skate Evolution, die 2023 in der ARD-Mediathek veröffentlicht wurde.